# Bonnie Hunt
Pour les articles homonymes, voir Hunt.
Bonnie Hunt est une actrice, scénariste, productrice et réalisatrice américaine née le 22 septembre 1961 à Chicago.

## Biographie

### Débuts
Bonnie Lynn Hunt grandit à Chicago et trouve un emploi d'infirmière dans un établissement accueillant des patients atteints d'un cancer dans un hôpital de la ville.

### Carrière
Entre-temps, elle tâte aussi de la comédie. En 1988, elle obtient un rôle dans Rain Man, aux côtés de Dustin Hoffman et de Tom Cruise.
Mais c'est dans des films destinés au jeune public comme le film Beethoven (et sa suite Beethoven 2), Jumanji et le film Treize à la douzaine (et sa suite Treize à la douzaine 2) qu'elle est connue du grand public.
Elle a aussi joué dans des films à registre moins familial et registre dramatique dans Only You, Jerry Maguire, La Ligne verte en 1999, où elle joue la femme de Tom Hanks et L'Ombre d'un soupçon, où elle joue aux côtés d'Harrison Ford.

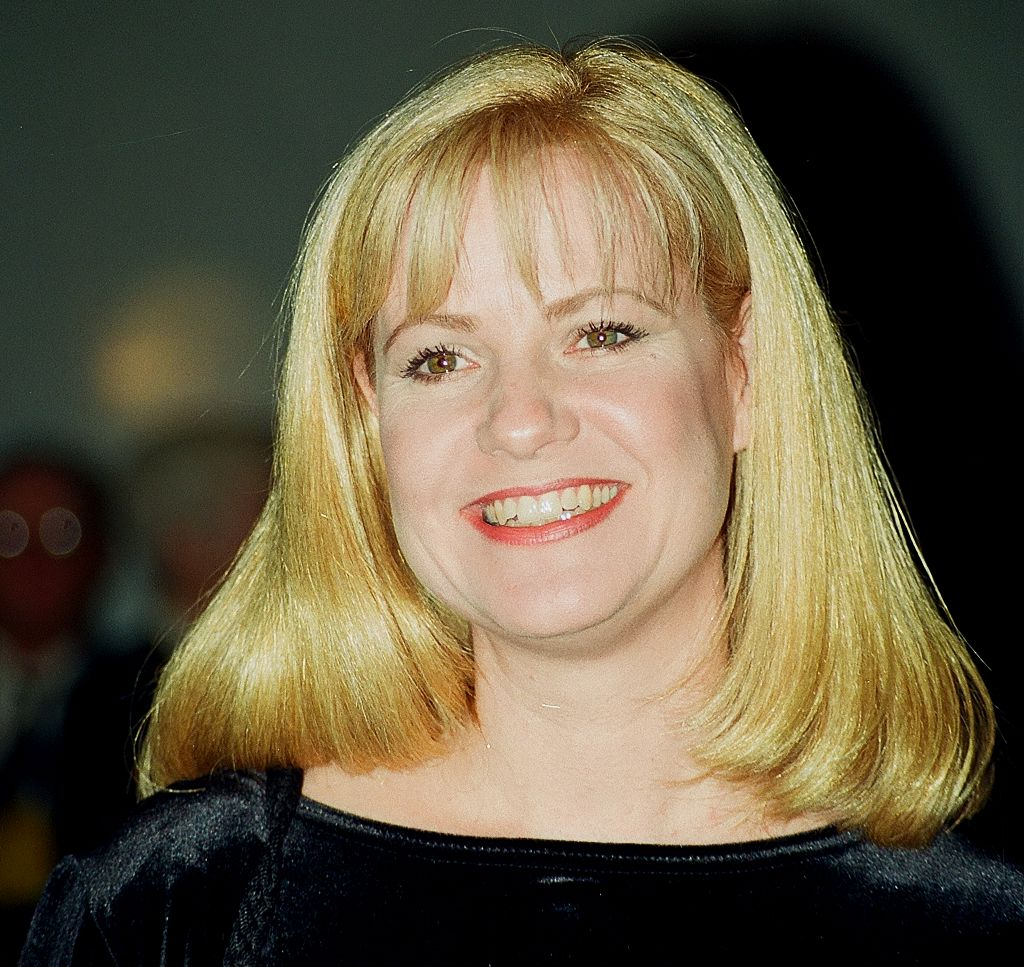
Bonnie Hunt en 1996.

Elle a réalisé un film, Droit au cœur (2000) où elle dirige David Duchovny (Mulder dans X-Files) qu'elle avait rencontré en 1992 sur le tournage de Beethoven.
Elle s'est aussi essayée à la télévision, entre autres avec The Bonnie Hunt Show et Life with Bonnie, et au doublage de films d'animation comme 1 001 pattes et Cars.

## Filmographie

### Comme actrice

#### Années 1980
- 1986 : Under the Biltmore Clock, de Neal Miller (TV) : Danseuse de Foxtrot
- 1988 : Rain Man, de Barry Levinson : Sally Dibbs

#### Années 1990
- 1990 : Grand, de Peter H. Hunt et Art Wolff (série télévisée) : Carol Anne Smithson
- 1992 : Beethoven, de Brian Levant : Alice Newton
- 1992 : Davis Rules (série télévisée) : Gwen Davis
- 1993 : Président d'un jour (Dave), d'Ivan Reitman : la guide de la Maison-Blanche
- 1993 : The Building, de John Bowab (en) et Paul Kreppel (série télévisée) : Bonnie Kennedy
- 1993 : Beethoven 2 (Beethoven's 2nd), de Rod Daniel : Alice Newton
- 1994 : Only You, de Norman Jewison : Kate Corvatch
- 1995 : The Bonnie Hunt Show, de John Bowab (en) (série télévisée) : Bonnie Kelly
- 1995 : Souvenirs d'un été (Now and Then), de Lesli Linka Glatter : Mrs. DeWitt
- 1995 : Jumanji, de Joe Johnston : Sarah Whittle (adulte)
- 1996 : Getting Away with Murder, d'Harvey Miller : Dr. Gail Holland
- 1996 : Jerry Maguire, de Cameron Crowe : Laurel, la sœur de Dorothy
- 1997 : SUBWAYStories: Tales from the Underground (en)', de Patricia Benoit (TV) (segment Fern's Heart of Darkness) : Fern McDermott
- 1998 : Une fiancée pour deux (Kissing a Fool), de Doug Ellin : Linda Streicher
- 1998 : 1 001 Pattes (A Bug's Life), de John Lasseter et Andrew Stanton : Rosie (voix)
- 1999 : L'Ombre d'un soupçon (Random Hearts), de Sydney Pollack : Wendy Judd
- 1999 : Barney (série télévisée) : Rosie (voix)
- 1999 : La Ligne verte (The Green Mile), de Frank Darabont : Jan Edgecomb

#### Années 2000
- 2000 : Droit au cœur (Return to Me), d'elle-même : Megan Dayton
- 2001 : Monstres et Cie (Monsters, Inc.), de Pete Docter, David Silverman et Lee Unkrich : Flint (voix)
- 2002 : Stolen Summer, de Pete Jones : Margaret O'Malley
- 2002 : Life with Bonnie, de John Bowab (en) et Bonnie Hunt (série TV) : Bonnie Molloy
- 2003 : Treize à la douzaine (Cheaper by the Dozen), de Shawn Levy : Kate Baker
- 2005 : Loggerheads, de Tim Kirkman : Grace Bellamy
- 2005 : Treize à la douzaine 2 (Cheaper by the Dozen 2), d'Adam Shankman : Kate Baker
- 2006 : I Want Someone to Eat Cheese With de Jeff Garlin : Stella Lewis
- 2006 : Cars, de John Lasseter : Sally Carrera (voix)
- 2009 : Hurricane Season de Tim Story : Principal Durant

#### Années 2010
- 2010 : Toy Story 3, de Lee Unkrich : Dolly (voix)
- 2011 : Cars 2, de John Lasseter : Sally Carrera (voix)
- 2016 : Zootopie, de Byron Howard, Rich Moore et Jared Bush : Bonnie Hopps (voix)
- 2017 : Cars 3, de Brian Fee : Sally Carrera (voix)
- 2018 : Escape at Dannemora de Ben Stiller
- 2019 : Toy Story 4, de Josh Cooley : Dolly (voix)

#### Années 2020
- 2024 : Red One de Jake Kasdan : Mère Noël

### Comme scénariste
- 2000 : Droit au cœur (Return to Me)

### Comme productrice
- 1993 : The Building (série télévisée)
- 1995 : The Bonnie Hunt Show (série télévisée)
- 2002 : Life with Bonnie (série télévisée)

### Comme réalisatrice
- 2000 : Droit au cœur (Return to Me)
- 2002 : Life with Bonnie (série télévisée)

## Distinctions
- Prix du meilleur second rôle féminin lors de l'Académie des films de science-fiction, fantastique et horreur 1996 pour Jumanji.
- Nomination au Golden Globe de la meilleure actrice de série télévisée en 2003 et 2004 pour Life with Bonnie.
- Nomination à l'Emmy Award de la meilleure actrice de série télévisée en 2004 pour Life with Bonnie.

## Voix francophones
En France, Bonnie Hunt est doublée par plusieurs comédiennes.
| - Céline Monsarrat dans : - Beethoven - Beethoven 2 - Escape at Dannemora (mini-série) - Cécile de France dans : - Cars (voix) - Cars 2 (voix) - Cars 3 (voix) - Marie-Christine Bagens dans : - Jumanji - Jerry Maguire - Juliette Degenne dans : - L'Ombre d'un soupçon - Droit au cœur | - Caroline Beaune dans : - Treize à la douzaine - Treize à la douzaine 2 - Brigitte Virtudes dans : - Toy Story 3 (voix) - Toy Story 4 (voix) Et aussi - Frédérique Tirmont dans 1 001 pattes (voix) - Nathalie Juvet dans La Ligne verte - Évelyne Grandjean dans Monstres et Cie (voix) - Isabelle Desplantes dans Zootopie (voix) - Marie-Ève Dufresne dans Red One |

Au Québec
Au Québec, elle est régulièrement doublée par Marie-Andrée Corneille.
| - Marie-Andrée Corneille dans : - Seulement toi - La Ligne verte - Les Hasards du cœur - Moins cher la douzaine - Moins cher la douzaine 2 - Survivants de l'ouragan (voix) - Histoire de jouets 3 (voix) - Histoire de jouets 4 (voix) - Mélanie Laberge dans : - Les Bagnoles (voix) - Les Bagnoles 2 (voix) - Les Bagnoles 3 (voix) |